# Stor-Häsjen
Stor-Häsjen är en sjö i Malung-Sälens kommun och Mora kommun i Dalarna och ingår i Dalälvens huvudavrinningsområde. Sjön har en area på 1,31 kvadratkilometer och ligger 284,1 meter över havet. Sjön avvattnas av vattendraget Ogströmmen (Ogan).

## Delavrinningsområde
Stor-Häsjen ingår i det delavrinningsområde (675032-139988) som SMHI kallar för Utloppet av Stor-Häsjen. Medelhöjden är 296 meter över havet och ytan är 8,71 kvadratkilometer. Räknas de 68 avrinningsområdena uppströms in blir den ackumulerade arean 784,82 kvadratkilometer. Ogströmmen (Ogan) som avvattnar avrinningsområdet har biflödesordning 4, vilket innebär att vattnet flödar genom totalt 4 vattendrag innan det når havet efter 378 kilometer. Avrinningsområdet består mestadels av skog (61 procent) och sankmarker (21 procent). Avrinningsområdet har 1,44 kvadratkilometer vattenytor vilket ger det en sjöprocent på 16,5 procent.